# Холивуд Сафари
Холивуд Сафари (енгл. Hollywood Safari) је амерички филм из 1997. године, у којем глуме Џон Севиџ, Тед Робертс, Дон Вилсон, Давид Лајзуер и Деби Бун. Режисер је Хенри Чар, а аутори Роберт Њукасл, Хенри Чар и Џес Мансиља. Филм је произвео Spin-off, емитован је 15. августа 1997. годинe.

## Радња
Филм прати случај погрешног идентитета, тренера животиња и његову породицу који морају спасити свог обученог планинског лава, зато што остали мисле да је он у шуми убио тинејџера.

## Улоге
| Глумац        | Улога          |
| ------------- | -------------- |
| Џон Севиџ     | Заменик Рогерс |
| Тед Робертс   | Џош Џонсон     |
| Дон Вилсон    | Грег           |
| Давид Лајзуер | Трој           |
| Деби Бун      | Јана           |